# Akademia pana Kleksa (musical)

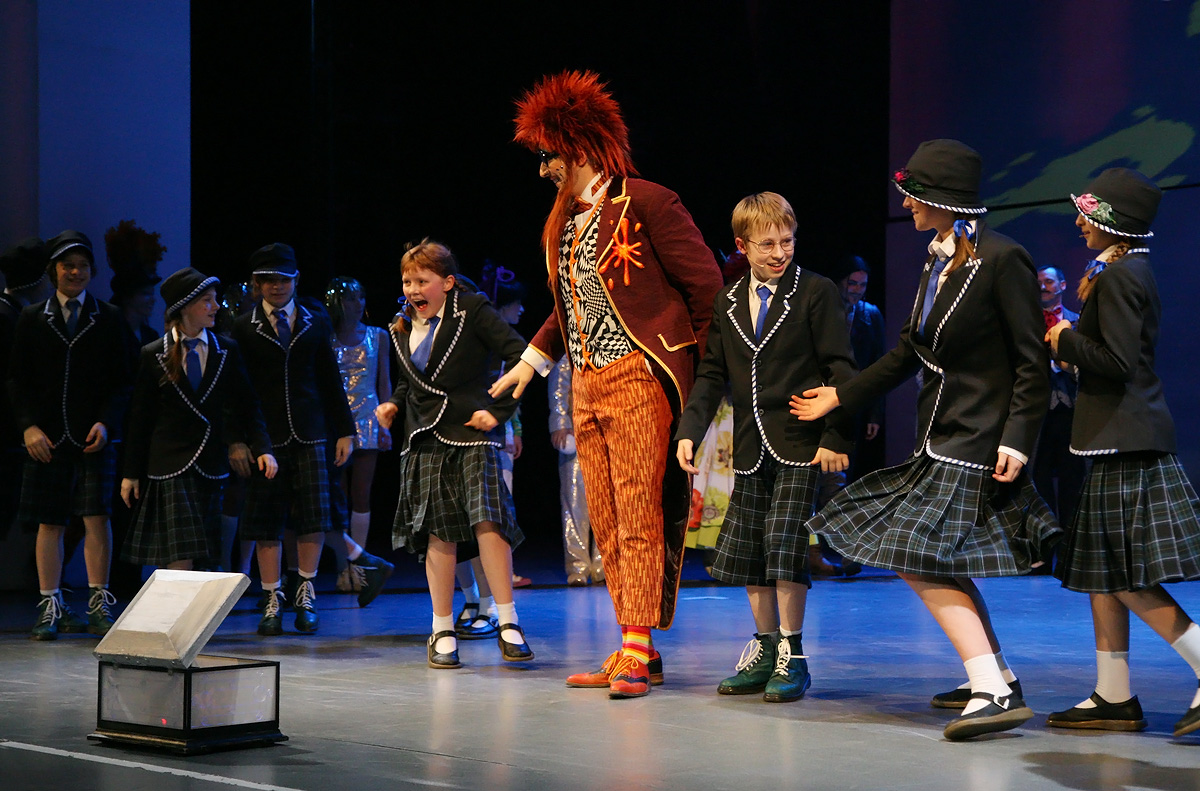
Musical „Akademia pana Kleksa” w Teatrze Muzycznym Roma w Warszawie

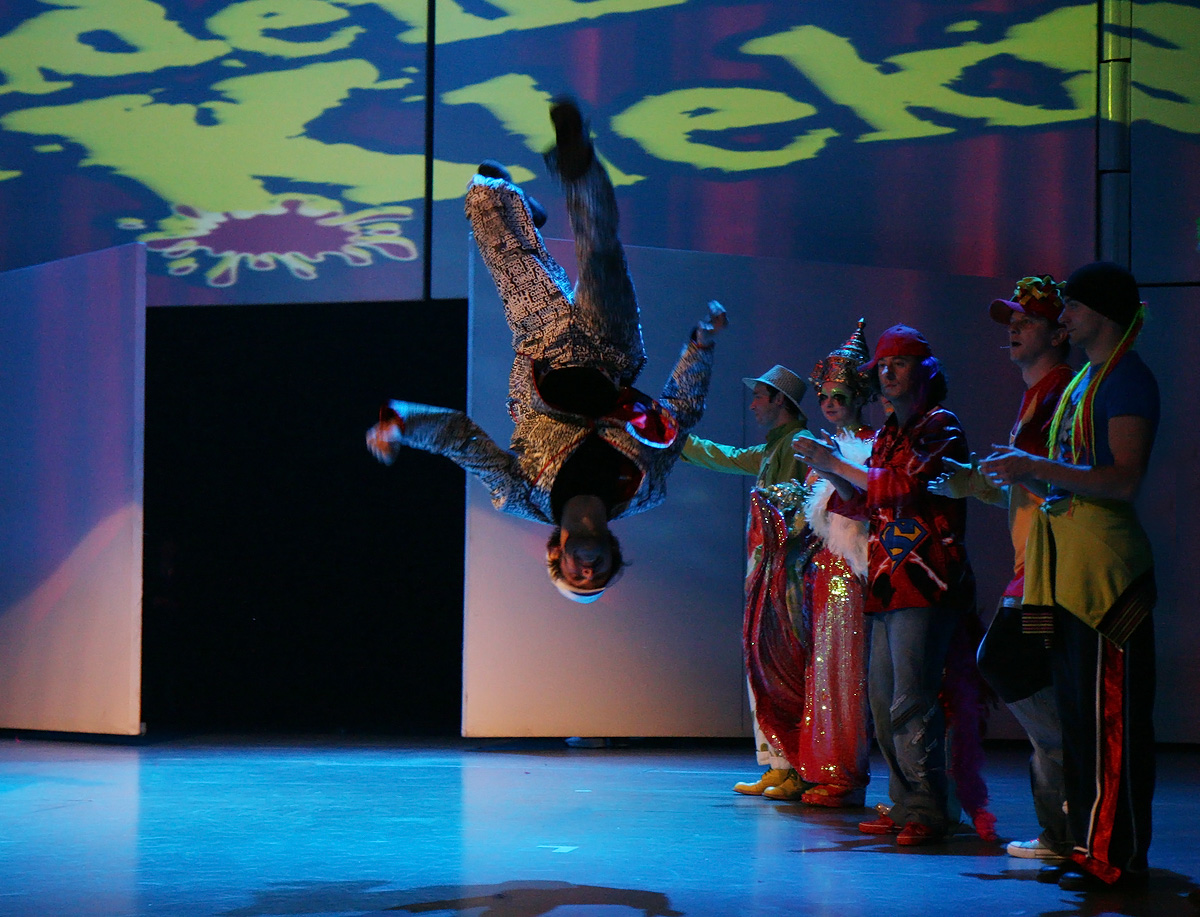
Grzegorz Suski w musicalu "Akademia Pana Kleksa" w Teatrze Muzycznym Roma w Warszawie, 11.01.2008

Akademia pana Kleksa – polski musical oparty na powieści Jana Brzechwy pod tym samym tytułem. Polska prapremiera musicalu odbyła się 31 stycznia 2007 roku w Teatrze Muzycznym Roma w Warszawie.
Autorami libretta są Wojciech Kępczyński i Daniel Wyszogrodzki.
Muzykę skomponował Andrzej Korzyński a zaaranżowali Maciej i Bogdan Pawłowski. Autorem scenografii jest Boris Kudlička, a choreografii Iwona Runowska i Jacek Badurek. Animacje stworzył Tomasz Bagiński.
Reżyserem spektaklu jest Wojciech Kępczyński.

## Obsada
Pan Kleks:
- Wojciech Paszkowski
- Robert Rozmus
- Tomasz Steciuk

Filip Golarz:
- Tomasz Steciuk
- Łukasz Zagrobelny
- Damian Aleksander

Weronik Czyścioch:
- Grzegorz Pierczyński
- Jakub Szydłowski

Alojzy Bąbel:
- Jan Bzdawka
- Łukasz Zagrobelny

Ciemnociemne Draby:
- Jarosław Derybowski
- Bartosz Figurski
- Grzegorz Suski

Multiflora:
- Izabela Bujniewicz
- Anna Gigiel

Lewkonik:
- Damian Aleksander
- Krzysztof Cybiński

Królowa Aba (Meluzyna):
- Malwina Kusior
- Magdalena Tul

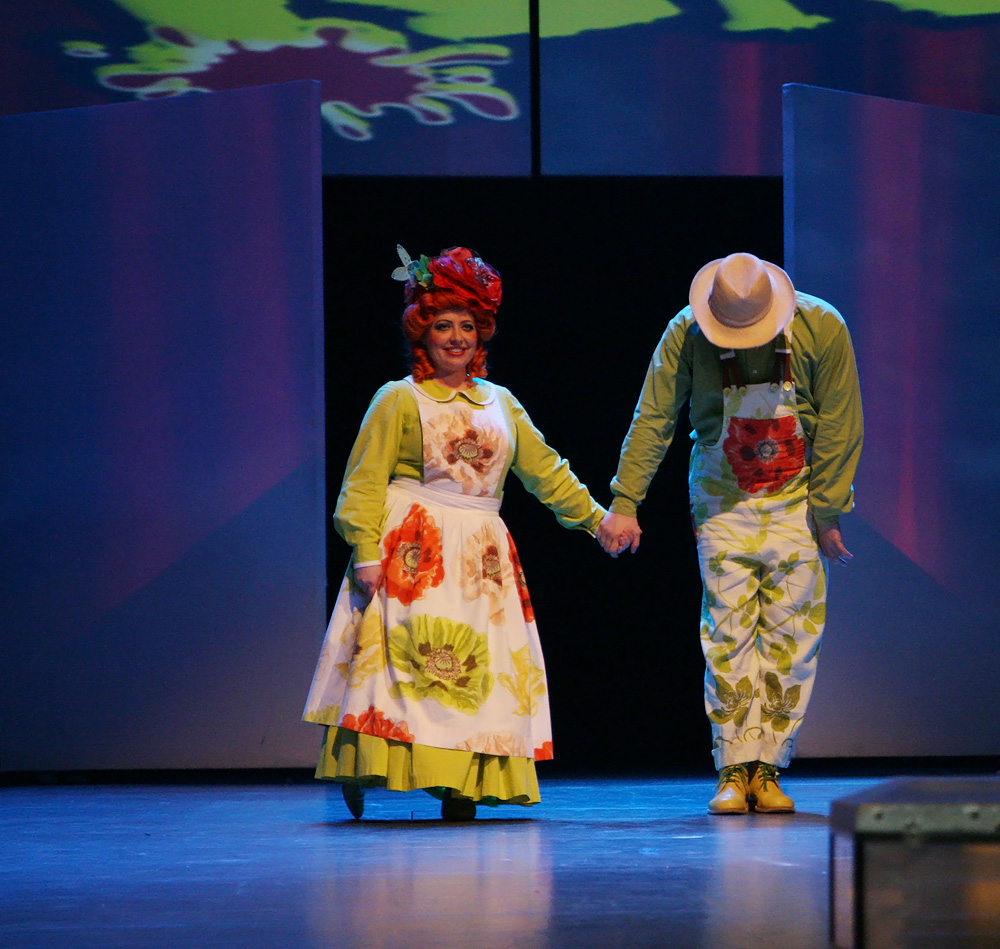
Izabela Bujniewicz jako Multiflora (z Damianem Aleksandrem jako Lewkonikiem) w musicalu "Akademia pana Kleksa", Teatr Muzyczny Roma w Warszawie, 19 stycznia 2008

Doktor Paj-Chi-Wo / Patentoniusz / Kwaternoster
- Wojciech Dmochowski
- Wojciech Socha

Zespół sceniczny:
- Ewa Wlazłowska
- Monika Rowińska
- Agnieszka Mrozińska
- Anna Sztejner

Swings:
- Krzysztof Cybiński
- Paweł Strymiński

Zespół taneczny:
- Anna Andrzejewska
- Zyta Bujacz
- Anna Julia Dębowska
- Wioletta Fiuk
- Magdalena Kliszewska
- Judyta Ruzik
- Błażej Ciszek
- Ida Nowakowska
- Jarosław Derybowski
- Patryk Gładyś
- Jakub Jóźwiak
- Piotr Nawrocki
- Patryk Rybarski
- Dariusz Wiórkiewicz

Swings:
- Anna Szymoniak
- Grzegorz Staniek

## Obsada dzieci
Piwonia:
- Julia Węgrowicz
- Weronika Bochat

Rezeda:
- Justyna Bojczuk
- Iga Kreft
- Magdalena Wasylik

Róza:
- Karolina Jaskółowska
- Zofia Kulenty
- Magdalena Rossowska

Dalia:
- Kinga Biegańska
- Edyta Szczęsna

Hortensja:
- Adrianna Piotrowska
- Yasmin Schancer

Adaś Niezgódka:
- Jakub Badurka
- Mateusz Narloch
- Wojciech Rotowski
- Piotr Janusz

Uczniowie akademii:
Albin:
- Sebastian Strzeżyk
- Adam Żyrek

Aleksander:
- Aleksander Kupisiewicz
- Mateusz Zawadzki

Anatol:
- Piotr Szwagrzyk
- Ksawery Goławski

Antoni:
- Mateusz Narloch
- Leonard Do

Albert:
- Igor Kacperski
- Albert Do
- Jan Rotowski

Arystrach:
- Michał Borowiec
- Wojciech Kruczek

Aureliusz:
- Roger Karwiński
- Dominik Łęczycki

Anastazy:
- Filip Kopeć / Jan Rotowski
- Marcin Denkiewicz